# Backlash (2018)
Backlash (2018) foi um evento de luta livre profissional produzido pela WWE e transmitido em formato pay-per-view pelo WWE Network, que ocorreu em 6 de maio de 2018 no Prudential Center, em Newark, Nova Jérsia e contou com a participação dos lutadores dos programas Raw e SmackDown. Este foi o décimo quarto evento da cronologia do Backlash e o sexto pay-per-view de 2018 no calendário da WWE, bem como o primeiro evento do Backlash a contar com a participação dos dois programas desde 2009.
O card conteve nove lutas, incluindo uma no pré-show. No evento principal, Roman Reigns derrotou Samoa Joe. Também no card, Seth Rollins reteve o Campeonato Intercontinental contra The Miz e o campeão da WWE AJ Styles e Shinsuke Nakamura acabaram empatando. O show também foi notável pelo primeiro pay-per-view de Daniel Bryan desde o Fastlane 2015.

## Antes do evento
Backlash teve combates de luta profissional de diferentes lutadores com rivalidades e histórias pré-determinadas, que se desenvolveram no Raw e SmackDown Live — programas de televisão da WWE. Os lutadores interpretaram um vilão ou um mocinho seguindo uma série de eventos para gerar tensão, culminando em várias lutas.
No WrestleMania 34, Brock Lesnar reteve o Campeonato Universal contra Roman Reigns. Foi então anunciado que os dois teriam uma revanche no evento do Greatest Royal Rumble, em uma luta steel cage. No Raw, Reigns falou sobre a sua luta com Lesnar e disse que ele não sabia sobre a revanche até mais cedo naquele dia, quando ele leu na internet e alegou que havia uma conspiração contra ele. Ele foi interrompido pelo retornante Samoa Joe, que estava com uma lesão desde janeiro. Joe chamou Reigns de um fracasso e disse que depois que Lesnar novamente derrotasse Reigns no Greatest Royal Rumble, Joe estaria esperando por Reigns no Backlash.
No WrestleMania 34, Seth Rollins derrotou The Miz e Finn Bálor em uma triple threat para conquistar o Campeonato Intercontinental. Na noite seguinte no Raw, The Miz invocou sua cláusula de revanche pelo título no Backlash. Antes de se enfrentarem no evento, também competirão no Greatest Royal Rumble em uma luta four-way ladder pelo título, que também envolve Bálor e Samoa Joe.
No WrestleMania 34, Jinder Mahal derrotou Randy Orton, Bobby Roode e Rusev em uma fatal 4-way para conquistar o Campeonato dos Estados Unidos. No episódio seguinte do SmackDown, Orton derrotou Roode e Rusev em uma triple threat, conquistando direito de enfrentar Mahal pelo título no Backlash.

## Resultados
| Nº                                          | Resultados                                                        | Estipulações                                              | Tempo |
| ------------------------------------------- | ----------------------------------------------------------------- | --------------------------------------------------------- | ----- |
| Pré- show                                   | Ruby Riott (com Liv Morgan e Sarah Logan) derrotou Bayley         | Luta individual                                           | 10:10 |
| 1                                           | Seth Rollins (c) derrotou The Miz                                 | Luta individual pelo Campeonato Intercontinental da WWE   | 20:30 |
| 2                                           | Nia Jax (c) derrotou Alexa Bliss (com Mickie James)               | Luta individual pelo Campeonato Feminino do Raw           | 10:20 |
| 3                                           | Jeff Hardy (c) derrotou Randy Orton                               | Luta individual pelo Campeonato dos Estados Unidos da WWE | 12:00 |
| 4                                           | Daniel Bryan derrotou Big Cass por submissão                      | Luta individual                                           | 7:45  |
| 5                                           | Carmella (c) derrotou Charlotte Flair                             | Luta individual pelo Campeonato Feminino do SmackDown     | 10:01 |
| 6                                           | AJ Styles (c) vs. Shinsuke Nakamura acabou em empate              | Luta sem desqualificações pelo Campeonato da WWE          | 21:05 |
| 7                                           | Braun Strowman e Bobby Lashley derrotaram Kevin Owens e Sami Zayn | Luta de duplas                                            | 8:40  |
| 8                                           | Roman Reigns derrotou Samoa Joe                                   | Luta individual                                           | 18:10 |
| (c) – Refere-se aos campeões antes da luta. |                                                                   |                                                           |       |